# Seznam tričrkovnih kratic od EAA do HŽŽ
Seznam vseh možnih tričrkovnih kratic od EAA do HŽŽ. Tričrkovne kratice, obarvane rdeče, še nimajo svojega članka.
```
EAA
 
EAB
 
EAC
 
EAČ
 
EAD
 
EAE
 
EAF
 
EAG
 
EAH
 
EAI
 
EAJ
 
EAK
 
EAL
 
EAM
 
EAN

EAO
 
EAP
 
EAQ
 
EAR
 
EAS
 
EAŠ
 
EAT
 
EAU
 
EAV
 
EAW
 
EAX
 
EAY
 
EAZ
 
EAŽ

EBA
 
EBB
 
EBC
 
EBČ
 
EBD
 
EBE
 
EBF
 
EBG
 
EBH
 
EBI
 
EBJ
 
EBK
 
EBL
 
EBM
 
EBN

EBO
 
EBP
 
EBQ
 
EBR
 
EBS
 
EBŠ
 
EBT
 
EBU
 
EBV
 
EBW
 
EBX
 
EBY
 
EBZ
 
EBŽ

ECA
 
ECB
 
ECC
 
ECČ
 
ECD
 
ECE
 
ECF
 
ECG
 
ECH
 
ECI
 
ECJ
 
ECK
 
ECL
 
ECM
 
ECN

ECO
 
ECP
 
ECQ
 
ECR
 
ECS
 
ECŠ
 
ECT
 
ECU
 
ECV
 
ECW
 
ECX
 
ECY
 
ECZ
 
ECŽ

EČA
 
EČB
 
EČC
 
EČČ
 
EČD
 
EČE
 
EČF
 
EČG
 
EČH
 
EČI
 
EČJ
 
EČK
 
EČL
 
EČM
 
EČN

EČO
 
EČP
 
EČQ
 
EČR
 
EČS
 
EČŠ
 
EČT
 
EČU
 
EČV
 
EČW
 
EČX
 
EČY
 
EČZ
 
EČŽ

EDA
 
EDB
 
EDC
 
EDČ
 
EDD
 
EDE
 
EDF
 
EDG
 
EDH
 
EDI
 
EDJ
 
EDK
 
EDL
 
EDM
 
EDN

EDO
 
EDP
 
EDQ
 
EDR
 
EDS
 
EDŠ
 
EDT
 
EDU
 
EDV
 
EDW
 
EDX
 
EDY
 
EDZ
 
EDŽ

EEA
 
EEB
 
EEC
 
EEČ
 
EED
 
EEE
 
EEF
 
EEG
 
EEH
 
EEI
 
EEJ
 
EEK
 
EEL
 
EEM
 
EEN

EEO
 
EEP
 
EEQ
 
EER
 
EES
 
EEŠ
 
EET
 
EEU
 
EEV
 
EEW
 
EEX
 
EEY
 
EEZ
 
EEŽ

EFA
 
EFB
 
EFC
 
EFČ
 
EFD
 
EFE
 
EFF
 
EFG
 
EFH
 
EFI
 
EFJ
 
EFK
 
EFL
 
EFM
 
EFN

EFO
 
EFP
 
EFQ
 
EFR
 
EFS
 
EFŠ
 
EFT
 
EFU
 
EFV
 
EFW
 
EFX
 
EFY
 
EFZ
 
EFŽ

EGA
 
EGB
 
EGC
 
EGČ
 
EGD
 
EGE
 
EGF
 
EGG
 
EGH
 
EGI
 
EGJ
 
EGK
 
EGL
 
EGM
 
EGN

EGO
 
EGP
 
EGQ
 
EGR
 
EGS
 
EGŠ
 
EGT
 
EGU
 
EGV
 
EGW
 
EGX
 
EGY
 
EGZ
 
EGŽ

EHA
 
EHB
 
EHC
 
EHČ
 
EHD
 
EHE
 
EHF
 
EHG
 
EHH
 
EHI
 
EHJ
 
EHK
 
EHL
 
EHM
 
EHN

EHO
 
EHP
 
EHQ
 
EHR
 
EHS
 
EHŠ
 
EHT
 
EHU
 
EHV
 
EHW
 
EHX
 
EHY
 
EHZ
 
EHŽ

EIA
 
EIB
 
EIC
 
EIČ
 
EID
 
EIE
 
EIF
 
EIG
 
EIH
 
EII
 
EIJ
 
EIK
 
EIL
 
EIM
 
EIN

EIO
 
EIP
 
EIQ
 
EIR
 
EIS
 
EIŠ
 
EIT
 
EIU
 
EIV
 
EIW
 
EIX
 
EIY
 
EIZ
 
EIŽ

EJA
 
EJB
 
EJC
 
EJČ
 
EJD
 
EJE
 
EJF
 
EJG
 
EJH
 
EJI
 
EJJ
 
EJK
 
EJL
 
EJM
 
EJN

EJO
 
EJP
 
EJQ
 
EJR
 
EJS
 
EJŠ
 
EJT
 
EJU
 
EJV
 
EJW
 
EJX
 
EJY
 
EJZ
 
EJŽ

EKA
 
EKB
 
EKC
 
EKČ
 
EKD
 
EKE
 
EKF
 
EKG
 
EKH
 
EKI
 
EKJ
 
EKK
 
EKL
 
EKM
 
EKN

EKO
 
EKP
 
EKQ
 
EKR
 
EKS
 
EKŠ
 
EKT
 
EKU
 
EKV
 
EKW
 
EKX
 
EKY
 
EKZ
 
EKŽ

ELA
 
ELB
 
ELC
 
ELČ
 
ELD
 
ELE
 
ELF
 
ELG
 
ELH
 
ELI
 
ELJ
 
ELK
 
ELL
 
ELM
 
ELN

ELO
 
ELP
 
ELQ
 
ELR
 
ELS
 
ELŠ
 
ELT
 
ELU
 
ELV
 
ELW
 
ELX
 
ELY
 
ELZ
 
ELŽ

EMA
 
EMB
 
EMC
 
EMČ
 
EMD
 
EME
 
EMF
 
EMG
 
EMH
 
EMI
 
EMJ
 
EMK
 
EML
 
EMM
 
EMN

EMO
 
EMP
 
EMQ
 
EMR
 
EMS
 
EMŠ
 
EMT
 
EMU
 
EMV
 
EMW
 
EMX
 
EMY
 
EMZ
 
EMŽ

ENA
 
ENB
 
ENC
 
ENČ
 
END
 
ENE
 
ENF
 
ENG
 
ENH
 
ENI
 
ENJ
 
ENK
 
ENL
 
ENM
 
ENN

ENO
 
ENP
 
ENQ
 
ENR
 
ENS
 
ENŠ
 
ENT
 
ENU
 
ENV
 
ENW
 
ENX
 
ENY
 
ENZ
 
ENŽ

EOA
 
EOB
 
EOC
 
EOČ
 
EOD
 
EOE
 
EOF
 
EOG
 
EOH
 
EOI
 
EOJ
 
EOK
 
EOL
 
EOM
 
EON

EOO
 
EOP
 
EOQ
 
EOR
 
EOS
 
EOŠ
 
EOT
 
EOU
 
EOV
 
EOW
 
EOX
 
EOY
 
EOZ
 
EOŽ

EPA
 
EPB
 
EPC
 
EPČ
 
EPD
 
EPE
 
EPF
 
EPG
 
EPH
 
EPI
 
EPJ
 
EPK
 
EPL
 
EPM
 
EPN

EPO
 
EPP
 
EPQ
 
EPR
 
EPS
 
EPŠ
 
EPT
 
EPU
 
EPV
 
EPW
 
EPX
 
EPY
 
EPZ
 
EPŽ

EQA
 
EQB
 
EQC
 
EQČ
 
EQD
 
EQE
 
EQF
 
EQG
 
EQH
 
EQI
 
EQJ
 
EQK
 
EQL
 
EQM
 
EQN

EQO
 
EQP
 
EQQ
 
EQR
 
EQS
 
EQŠ
 
EQT
 
EQU
 
EQV
 
EQW
 
EQX
 
EQY
 
EQZ
 
EQŽ

ERA
 
ERB
 
ERC
 
ERČ
 
ERD
 
ERE
 
ERF
 
ERG
 
ERH
 
ERI
 
ERJ
 
ERK
 
ERL
 
ERM
 
ERN

ERO
 
ERP
 
ERQ
 
ERR
 
ERS
 
ERŠ
 
ERT
 
ERU
 
ERV
 
ERW
 
ERX
 
ERY
 
ERZ
 
ERŽ

ESA
 
ESB
 
ESC
 
ESČ
 
ESD
 
ESE
 
ESF
 
ESG
 
ESH
 
ESI
 
ESJ
 
ESK
 
ESL
 
ESM
 
ESN

ESO
 
ESP
 
ESQ
 
ESR
 
ESS
 
ESŠ
 
EST
 
ESU
 
ESV
 
ESW
 
ESX
 
ESY
 
ESZ
 
ESŽ

EŠA
 
EŠB
 
EŠC
 
EŠČ
 
EŠD
 
EŠE
 
EŠF
 
EŠG
 
EŠH
 
EŠI
 
EŠJ
 
EŠK
 
EŠL
 
EŠM
 
EŠN

EŠO
 
EŠP
 
EŠQ
 
EŠR
 
EŠS
 
EŠŠ
 
EŠT
 
EŠU
 
EŠV
 
EŠW
 
EŠX
 
EŠY
 
EŠZ
 
EŠŽ

ETA
 
ETB
 
ETC
 
ETČ
 
ETD
 
ETE
 
ETF
 
ETG
 
ETH
 
ETI
 
ETJ
 
ETK
 
ETL
 
ETM
 
ETN

ETO
 
ETP
 
ETQ
 
ETR
 
ETS
 
ETŠ
 
ETT
 
ETU
 
ETV
 
ETW
 
ETX
 
ETY
 
ETZ
 
ETŽ

EUA
 
EUB
 
EUC
 
EUČ
 
EUD
 
EUE
 
EUF
 
EUG
 
EUH
 
EUI
 
EUJ
 
EUK
 
EUL
 
EUM
 
EUN

EUO
 
EUP
 
EUQ
 
EUR
 
EUS
 
EUŠ
 
EUT
 
EUU
 
EUV
 
EUW
 
EUX
 
EUY
 
EUZ
 
EUŽ

EVA
 
EVB
 
EVC
 
EVČ
 
EVD
 
EVE
 
EVF
 
EVG
 
EVH
 
EVI
 
EVJ
 
EVK
 
EVL
 
EVM
 
EVN

EVO
 
EVP
 
EVQ
 
EVR
 
EVS
 
EVŠ
 
EVT
 
EVU
 
EVV
 
EVW
 
EVX
 
EVY
 
EVZ
 
EVŽ

EWA
 
EWB
 
EWC
 
EWČ
 
EWD
 
EWE
 
EWF
 
EWG
 
EWH
 
EWI
 
EWJ
 
EWK
 
EWL
 
EWM
 
EWN

EWO
 
EWP
 
EWQ
 
EWR
 
EWS
 
EWŠ
 
EWT
 
EWU
 
EWV
 
EWW
 
EWX
 
EWY
 
EWZ
 
EWŽ

EXA
 
EXB
 
EXC
 
EXČ
 
EXD
 
EXE
 
EXF
 
EXG
 
EXH
 
EXI
 
EXJ
 
EXK
 
EXL
 
EXM
 
EXN

EXO
 
EXP
 
EXQ
 
EXR
 
EXS
 
EXŠ
 
EXT
 
EXU
 
EXV
 
EXW
 
EXX
 
EXY
 
EXZ
 
EXŽ

EYA
 
EYB
 
EYC
 
EYČ
 
EYD
 
EYE
 
EYF
 
EYG
 
EYH
 
EYI
 
EYJ
 
EYK
 
EYL
 
EYM
 
EYN

EYO
 
EYP
 
EYQ
 
EYR
 
EYS
 
EYŠ
 
EYT
 
EYU
 
EYV
 
EYW
 
EYX
 
EYY
 
EYZ
 
EYŽ

EZA
 
EZB
 
EZC
 
EZČ
 
EZD
 
EZE
 
EZF
 
EZG
 
EZH
 
EZI
 
EZJ
 
EZK
 
EZL
 
EZM
 
EZN

EZO
 
EZP
 
EZQ
 
EZR
 
EZS
 
EZŠ
 
EZT
 
EZU
 
EZV
 
EZW
 
EZX
 
EZY
 
EZZ
 
EZŽ

EŽA
 
EŽB
 
EŽC
 
EŽČ
 
EŽD
 
EŽE
 
EŽF
 
EŽG
 
EŽH
 
EŽI
 
EŽJ
 
EŽK
 
EŽL
 
EŽM
 
EŽN

EŽO
 
EŽP
 
EŽQ
 
EŽR
 
EŽS
 
EŽŠ
 
EŽT
 
EŽU
 
EŽV
 
EŽW
 
EŽX
 
EŽY
 
EŽZ
 
EŽŽ
```

```
FAA
 
FAB
 
FAC
 
FAČ
 
FAD
 
FAE
 
FAF
 
FAG
 
FAH
 
FAI
 
FAJ
 
FAK
 
FAL
 
FAM
 
FAN

FAO
 
FAP
 
FAQ
 
FAR
 
FAS
 
FAŠ
 
FAT
 
FAU
 
FAV
 
FAW
 
FAX
 
FAY
 
FAZ
 
FAŽ

FBA
 
FBB
 
FBC
 
FBČ
 
FBD
 
FBE
 
FBF
 
FBG
 
FBH
 
FBI
 
FBJ
 
FBK
 
FBL
 
FBM
 
FBN

FBO
 
FBP
 
FBQ
 
FBR
 
FBS
 
FBŠ
 
FBT
 
FBU
 
FBV
 
FBW
 
FBX
 
FBY
 
FBZ
 
FBŽ

FCA
 
FCB
 
FCC
 
FCČ
 
FCD
 
FCE
 
FCF
 
FCG
 
FCH
 
FCI
 
FCJ
 
FCK
 
FCL
 
FCM
 
FCN

FCO
 
FCP
 
FCQ
 
FCR
 
FCS
 
FCŠ
 
FCT
 
FCU
 
FCV
 
FCW
 
FCX
 
FCY
 
FCZ
 
FCŽ

FČA
 
FČB
 
FČC
 
FČČ
 
FČD
 
FČE
 
FČF
 
FČG
 
FČH
 
FČI
 
FČJ
 
FČK
 
FČL
 
FČM
 
FČN

FČO
 
FČP
 
FČQ
 
FČR
 
FČS
 
FČŠ
 
FČT
 
FČU
 
FČV
 
FČW
 
FČX
 
FČY
 
FČZ
 
FČŽ

FDA
 
FDB
 
FDC
 
FDČ
 
FDD
 
FDE
 
FDF
 
FDG
 
FDH
 
FDI
 
FDJ
 
FDK
 
FDL
 
FDM
 
FDN

FDO
 
FDP
 
FDQ
 
FDR
 
FDS
 
FDŠ
 
FDT
 
FDU
 
FDV
 
FDW
 
FDX
 
FDY
 
FDZ
 
FDŽ

FEA
 
FEB
 
FEC
 
FEČ
 
FED
 
FEE
 
FEF
 
FEG
 
FEH
 
FEI
 
FEJ
 
FEK
 
FEL
 
FEM
 
FEN

FEO
 
FEP
 
FEQ
 
FER
 
FES
 
FEŠ
 
FET
 
FEU
 
FEV
 
FEW
 
FEX
 
FEY
 
FEZ
 
FEŽ

FFA
 
FFB
 
FFC
 
FFČ
 
FFD
 
FFE
 
FFF
 
FFG
 
FFH
 
FFI
 
FFJ
 
FFK
 
FFL
 
FFM
 
FFN

FFO
 
FFP
 
FFQ
 
FFR
 
FFS
 
FFŠ
 
FFT
 
FFU
 
FFV
 
FFW
 
FFX
 
FFY
 
FFZ
 
FFŽ

FGA
 
FGB
 
FGC
 
FGČ
 
FGD
 
FGE
 
FGF
 
FGG
 
FGH
 
FGI
 
FGJ
 
FGK
 
FGL
 
FGM
 
FGN

FGO
 
FGP
 
FGQ
 
FGR
 
FGS
 
FGŠ
 
FGT
 
FGU
 
FGV
 
FGW
 
FGX
 
FGY
 
FGZ
 
FGŽ

FHA
 
FHB
 
FHC
 
FHČ
 
FHD
 
FHE
 
FHF
 
FHG
 
FHH
 
FHI
 
FHJ
 
FHK
 
FHL
 
FHM
 
FHN

FHO
 
FHP
 
FHQ
 
FHR
 
FHS
 
FHŠ
 
FHT
 
FHU
 
FHV
 
FHW
 
FHX
 
FHY
 
FHZ
 
FHŽ

FIA
 
FIB
 
FIC
 
FIČ
 
FID
 
FIE
 
FIF
 
FIG
 
FIH
 
FII
 
FIJ
 
FIK
 
FIL
 
FIM
 
FIN

FIO
 
FIP
 
FIQ
 
FIR
 
FIS
 
FIŠ
 
FIT
 
FIU
 
FIV
 
FIW
 
FIX
 
FIY
 
FIZ
 
FIŽ

FJA
 
FJB
 
FJC
 
FJČ
 
FJD
 
FJE
 
FJF
 
FJG
 
FJH
 
FJI
 
FJJ
 
FJK
 
FJL
 
FJM
 
FJN

FJO
 
FJP
 
FJQ
 
FJR
 
FJS
 
FJŠ
 
FJT
 
FJU
 
FJV
 
FJW
 
FJX
 
FJY
 
FJZ
 
FJŽ

FKA
 
FKB
 
FKC
 
FKČ
 
FKD
 
FKE
 
FKF
 
FKG
 
FKH
 
FKI
 
FKJ
 
FKK
 
FKL
 
FKM
 
FKN

FKO
 
FKP
 
FKQ
 
FKR
 
FKS
 
FKŠ
 
FKT
 
FKU
 
FKV
 
FKW
 
FKX
 
FKY
 
FKZ
 
FKŽ

FLA
 
FLB
 
FLC
 
FLČ
 
FLD
 
FLE
 
FLF
 
FLG
 
FLH
 
FLI
 
FLJ
 
FLK
 
FLL
 
FLM
 
FLN

FLO
 
FLP
 
FLQ
 
FLR
 
FLS
 
FLŠ
 
FLT
 
FLU
 
FLV
 
FLW
 
FLX
 
FLY
 
FLZ
 
FLŽ

FMA
 
FMB
 
FMC
 
FMČ
 
FMD
 
FME
 
FMF
 
FMG
 
FMH
 
FMI
 
FMJ
 
FMK
 
FML
 
FMM
 
FMN

FMO
 
FMP
 
FMQ
 
FMR
 
FMS
 
FMŠ
 
FMT
 
FMU
 
FMV
 
FMW
 
FMX
 
FMY
 
FMZ
 
FMŽ

FNA
 
FNB
 
FNC
 
FNČ
 
FND
 
FNE
 
FNF
 
FNG
 
FNH
 
FNI
 
FNJ
 
FNK
 
FNL
 
FNM
 
FNN

FNO
 
FNP
 
FNQ
 
FNR
 
FNS
 
FNŠ
 
FNT
 
FNU
 
FNV
 
FNW
 
FNX
 
FNY
 
FNZ
 
FNŽ

FOA
 
FOB
 
FOC
 
FOČ
 
FOD
 
FOE
 
FOF
 
FOG
 
FOH
 
FOI
 
FOJ
 
FOK
 
FOL
 
FOM
 
FON

FOO
 
FOP
 
FOQ
 
FOR
 
FOS
 
FOŠ
 
FOT
 
FOU
 
FOV
 
FOW
 
FOX
 
FOY
 
FOZ
 
FOŽ

FPA
 
FPB
 
FPC
 
FPČ
 
FPD
 
FPE
 
FPF
 
FPG
 
FPH
 
FPI
 
FPJ
 
FPK
 
FPL
 
FPM
 
FPN

FPO
 
FPP
 
FPQ
 
FPR
 
FPS
 
FPŠ
 
FPT
 
FPU
 
FPV
 
FPW
 
FPX
 
FPY
 
FPZ
 
FPŽ

FQA
 
FQB
 
FQC
 
FQČ
 
FQD
 
FQE
 
FQF
 
FQG
 
FQH
 
FQI
 
FQJ
 
FQK
 
FQL
 
FQM
 
FQN
 

FQO
 
FQP
 
FQQ
 
FQR
 
FQS
 
FQŠ
 
FQT
 
FQU
 
FQV
 
FQW
 
FQX
 
FQY
 
FQZ
 
FQŽ

FRA
 
FRB
 
FRC
 
FRČ
 
FRD
 
FRE
 
FRF
 
FRG
 
FRH
 
FRI
 
FRJ
 
FRK
 
FRL
 
FRM
 
FRN
 

FRO
 
FRP
 
FRQ
 
FRR
 
FRS
 
FRŠ
 
FRT
 
FRU
 
FRV
 
FRW
 
FRX
 
FRY
 
FRZ
 
FRŽ

FSA
 
FSB
 
FSC
 
FSČ
 
FSD
 
FSE
 
FSF
 
FSG
 
FSH
 
FSI
 
FSJ
 
FSK
 
FSL
 
FSM
 
FSN
 

FSO
 
FSP
 
FSQ
 
FSR
 
FSS
 
FSŠ
 
FST
 
FSU
 
FSV
 
FSW
 
FSX
 
FSY
 
FSZ
 
FSŽ

FŠA
 
FŠB
 
FŠC
 
FŠČ
 
FŠD
 
FŠE
 
FŠF
 
FŠG
 
FŠH
 
FŠI
 
FŠJ
 
FŠK
 
FŠL
 
FŠM
 
FŠN
 

FŠO
 
FŠP
 
FŠQ
 
FŠR
 
FŠS
 
FŠŠ
 
FŠT
 
FŠU
 
FŠV
 
FŠW
 
FŠX
 
FŠY
 
FŠZ
 
FŠŽ

FTA
 
FTB
 
FTC
 
FTČ
 
FTD
 
FTE
 
FTF
 
FTG
 
FTH
 
FTI
 
FTJ
 
FTK
 
FTL
 
FTM
 
FTN

FTO
 
FTP
 
FTQ
 
FTR
 
FTS
 
FTŠ
 
FTT
 
FTU
 
FTV
 
FTW
 
FTX
 
FTY
 
FTZ
 
FTŽ

FUA
 
FUB
 
FUC
 
FUČ
 
FUD
 
FUE
 
FUF
 
FUG
 
FUH
 
FUI
 
FUJ
 
FUK
 
FUL
 
FUM
 
FUN
 

FUO
 
FUP
 
FUQ
 
FUR
 
FUS
 
FUŠ
 
FUT
 
FUU
 
FUV
 
FUW
 
FUX
 
FUY
 
FUZ
 
FUŽ

FVA
 
FVB
 
FVC
 
FVČ
 
FVD
 
FVE
 
FVF
 
FVG
 
FVH
 
FVI
 
FVJ
 
FVK
 
FVL
 
FVM
 
FVN
 

FVO
 
FVP
 
FVQ
 
FVR
 
FVS
 
FVŠ
 
FVT
 
FVU
 
FVV
 
FVW
 
FVX
 
FVY
 
FVZ
 
FVŽ

FWA
 
FWB
 
FWC
 
FWČ
 
FWD
 
FWE
 
FWF
 
FWG
 
FWH
 
FWI
 
FWJ
 
FWK
 
FWL
 
FWM
 
FWN
 

FWO
 
FWP
 
FWQ
 
FWR
 
FWS
 
FWŠ
 
FWT
 
FWU
 
FWV
 
FWW
 
FWX
 
FWY
 
FWZ
 
FWŽ

FXA
 
FXB
 
FXC
 
FXČ
 
FXD
 
FXE
 
FXF
 
FXG
 
FXH
 
FXI
 
FXJ
 
FXK
 
FXL
 
FXM
 
FXN
 

FXO
 
FXP
 
FXQ
 
FXR
 
FXS
 
FXŠ
 
FXT
 
FXU
 
FXV
 
FXW
 
FXX
 
FXY
 
FXZ
 
FXŽ

FYA
 
FYB
 
FYC
 
FYČ
 
FYD
 
FYE
 
FYF
 
FYG
 
FYH
 
FYI
 
FYJ
 
FYK
 
FYL
 
FYM
 
FYN
 

FYO
 
FYP
 
FYQ
 
FYR
 
FYS
 
FYŠ
 
FYT
 
FYU
 
FYV
 
FYW
 
FYX
 
FYY
 
FYZ
 
FYŽ

FZA
 
FZB
 
FZC
 
FZČ
 
FZD
 
FZE
 
FZF
 
FZG
 
FZH
 
FZI
 
FZJ
 
FZK
 
FZL
 
FZM
 
FZN
 

FZO
 
FZP
 
FZQ
 
FZR
 
FZS
 
FZŠ
 
FZT
 
FZU
 
FZV
 
FZW
 
FZX
 
FZY
 
FZZ
 
FZŽ

FŽA
 
FŽB
 
FŽC
 
FŽČ
 
FŽD
 
FŽE
 
FŽF
 
FŽG
 
FŽH
 
FŽI
 
FŽJ
 
FŽK
 
FŽL
 
FŽM
 
FŽN
 

FŽO
 
FŽP
 
FŽQ
 
FŽR
 
FŽS
 
FŽŠ
 
FŽT
 
FŽU
 
FŽV
 
FŽW
 
FŽX
 
FŽY
 
FŽZ
 
FŽŽ
```

```
GAA
 
GAB
 
GAC
 
GAČ
 
GAD
 
GAE
 
GAF
 
GAG
 
GAH
 
GAI
 
GAJ
 
GAK
 
GAL
 
GAM
 
GAN

GAO
 
GAP
 
GAQ
 
GAR
 
GAS
 
GAŠ
 
GAT
 
GAU
 
GAV
 
GAW
 
GAX
 
GAY
 
GAZ
 
GAŽ

GBA
 
GBB
 
GBC
 
GBČ
 
GBD
 
GBE
 
GBF
 
GBG
 
GBH
 
GBI
 
GBJ
 
GBK
 
GBL
 
GBM
 
GBN
 

GBO
 
GBP
 
GBQ
 
GBR
 
GBS
 
GBŠ
 
GBT
 
GBU
 
GBV
 
GBW
 
GBX
 
GBY
 
GBZ
 
GBŽ

GCA
 
GCB
 
GCC
 
GCČ
 
GCD
 
GCE
 
GCF
 
GCG
 
GCH
 
GCI
 
GCJ
 
GCK
 
GCL
 
GCM
 
GCN
 

GCO
 
GCP
 
GCQ
 
GCR
 
GCS
 
GCŠ
 
GCT
 
GCU
 
GCV
 
GCW
 
GCX
 
GCY
 
GCZ
 
GCŽ

GČA
 
GČB
 
GČC
 
GČČ
 
GČD
 
GČE
 
GČF
 
GČG
 
GČH
 
GČI
 
GČJ
 
GČK
 
GČL
 
GČM
 
GČN
 

GČO
 
GČP
 
GČQ
 
GČR
 
GČS
 
GČŠ
 
GČT
 
GČU
 
GČV
 
GČW
 
GČX
 
GČY
 
GČZ
 
GČŽ

GDA
 
GDB
 
GDC
 
GDČ
 
GDD
 
GDE
 
GDF
 
GDG
 
GDH
 
GDI
 
GDJ
 
GDK
 
GDL
 
GDM
 
GDN
 

GDO
 
GDP
 
GDQ
 
GDR
 
GDS
 
GDŠ
 
GDT
 
GDU
 
GDV
 
GDW
 
GDX
 
GDY
 
GDZ
 
GDŽ

GEA
 
GEB
 
GEC
 
GEČ
 
GED
 
GEE
 
GEF
 
GEG
 
GEH
 
GEI
 
GEJ
 
GEK
 
GEL
 
GEM
 
GEN
 

GEO
 
GEP
 
GEQ
 
GER
 
GES
 
GEŠ
 
GET
 
GEU
 
GEV
 
GEW
 
GEX
 
GEY
 
GEZ
 
GEŽ

GFA
 
GFB
 
GFC
 
GFČ
 
GFD
 
GFE
 
GFF
 
GFG
 
GFH
 
GFI
 
GFJ
 
GFK
 
GFL
 
GFM
 
GFN
 

GFO
 
GFP
 
GFQ
 
GFR
 
GFS
 
GFŠ
 
GFT
 
GFU
 
GFV
 
GFW
 
GFX
 
GFY
 
GFZ
 
GFŽ

GGA
 
GGB
 
GGC
 
GGČ
 
GGD
 
GGE
 
GGF
 
GGG
 
GGH
 
GGI
 
GGJ
 
GGK
 
GGL
 
GGM
 
GGN
 

GGO
 
GGP
 
GGQ
 
GGR
 
GGS
 
GGŠ
 
GGT
 
GGU
 
GGV
 
GGW
 
GGX
 
GGY
 
GGZ
 
GGŽ

GHA
 
GHB
 
GHC
 
GHČ
 
GHD
 
GHE
 
GHF
 
GHG
 
GHH
 
GHI
 
GHJ
 
GHK
 
GHL
 
GHM
 
GHN
 

GHO
 
GHP
 
GHQ
 
GHR
 
GHS
 
GHŠ
 
GHT
 
GHU
 
GHV
 
GHW
 
GHX
 
GHY
 
GHZ
 
GHŽ

GIA
 
GIB
 
GIC
 
GIČ
 
GID
 
GIE
 
GIF
 
GIG
 
GIH
 
GII
 
GIJ
 
GIK
 
GIL
 
GIM
 
GIN
 

GIO
 
GIP
 
GIQ
 
GIR
 
GIS
 
GIŠ
 
GIT
 
GIU
 
GIV
 
GIW
 
GIX
 
GIY
 
GIZ
 
GIŽ

GJA
 
GJB
 
GJC
 
GJČ
 
GJD
 
GJE
 
GJF
 
GJG
 
GJH
 
GJI
 
GJJ
 
GJK
 
GJL
 
GJM
 
GJN
 

GJO
 
GJP
 
GJQ
 
GJR
 
GJS
 
GJŠ
 
GJT
 
GJU
 
GJV
 
GJW
 
GJX
 
GJY
 
GJZ
 
GJŽ

GKA
 
GKB
 
GKC
 
GKČ
 
GKD
 
GKE
 
GKF
 
GKG
 
GKH
 
GKI
 
GKJ
 
GKK
 
GKL
 
GKM
 
GKN
 

GKO
 
GKP
 
GKQ
 
GKR
 
GKS
 
GKŠ
 
GKT
 
GKU
 
GKV
 
GKW
 
GKX
 
GKY
 
GKZ
 
GKŽ

GLA
 
GLB
 
GLC
 
GLČ
 
GLD
 
GLE
 
GLF
 
GLG
 
GLH
 
GLI
 
GLJ
 
GLK
 
GLL
 
GLM
 
GLN
 

GLO
 
GLP
 
GLQ
 
GLR
 
GLS
 
GLŠ
 
GLT
 
GLU
 
GLV
 
GLW
 
GLX
 
GLY
 
GLZ
 
GLŽ

GMA
 
GMB
 
GMC
 
GMČ
 
GMD
 
GME
 
GMF
 
GMG
 
GMH
 
GMI
 
GMJ
 
GMK
 
GML
 
GMM
 
GMN
 

GMO
 
GMP
 
GMQ
 
GMR
 
GMS
 
GMŠ
 
GMT
 
GMU
 
GMV
 
GMW
 
GMX
 
GMY
 
GMZ
 
GMŽ

GNA
 
GNB
 
GNC
 
GNČ
 
GND
 
GNE
 
GNF
 
GNG
 
GNH
 
GNI
 
GNJ
 
GNK
 
GNL
 
GNM
 
GNN

GNO
 
GNP
 
GNQ
 
GNR
 
GNS
 
GNŠ
 
GNT
 
GNU
 
GNV
 
GNW
 
GNX
 
GNY
 
GNZ
 
GNŽ

GOA
 
GOB
 
GOC
 
GOČ
 
GOD
 
GOE
 
GOF
 
GOG
 
GOH
 
GOI
 
GOJ
 
GOK
 
GOL
 
GOM
 
GON
 

GOO
 
GOP
 
GOQ
 
GOR
 
GOS
 
GOŠ
 
GOT
 
GOU
 
GOV
 
GOW
 
GOX
 
GOY
 
GOZ
 
GOŽ

GPA
 
GPB
 
GPC
 
GPČ
 
GPD
 
GPE
 
GPF
 
GPG
 
GPH
 
GPI
 
GPJ
 
GPK
 
GPL
 
GPM
 
GPN
 

GPO
 
GPP
 
GPQ
 
GPR
 
GPS
 
GPŠ
 
GPT
 
GPU
 
GPV
 
GPW
 
GPX
 
GPY
 
GPZ
 
GPŽ

GQA
 
GQB
 
GQC
 
GQČ
 
GQD
 
GQE
 
GQF
 
GQG
 
GQH
 
GQI
 
GQJ
 
GQK
 
GQL
 
GQM
 
GQN
 

GQO
 
GQP
 
GQQ
 
GQR
 
GQS
 
GQŠ
 
GQT
 
GQU
 
GQV
 
GQW
 
GQX
 
GQY
 
GQZ
 
GQŽ

GRA
 
GRB
 
GRC
 
GRČ
 
GRD
 
GRE
 
GRF
 
GRG
 
GRH
 
GRI
 
GRJ
 
GRK
 
GRL
 
GRM
 
GRN

GRO
 
GRP
 
GRQ
 
GRR
 
GRS
 
GRŠ
 
GRT
 
GRU
 
GRV
 
GRW
 
GRX
 
GRY
 
GRZ
 
GRŽ

GSA
 
GSB
 
GSC
 
GSČ
 
GSD
 
GSE
 
GSF
 
GSG
 
GSH
 
GSI
 
GSJ
 
GSK
 
GSL
 
GSM
 
GSN
 

GSO
 
GSP
 
GSQ
 
GSR
 
GSS
 
GSŠ
 
GST
 
GSU
 
GSV
 
GSW
 
GSX
 
GSY
 
GSZ
 
GSŽ

GŠA
 
GŠB
 
GŠC
 
GŠČ
 
GŠD
 
GŠE
 
GŠF
 
GŠG
 
GŠH
 
GŠI
 
GŠJ
 
GŠK
 
GŠL
 
GŠM
 
GŠN
 

GŠO
 
GŠP
 
GŠQ
 
GŠR
 
GŠS
 
GŠŠ
 
GŠT
 
GŠU
 
GŠV
 
GŠW
 
GŠX
 
GŠY
 
GŠZ
 
GŠŽ

GTA
 
GTB
 
GTC
 
GTČ
 
GTD
 
GTE
 
GTF
 
GTG
 
GTH
 
GTI
 
GTJ
 
GTK
 
GTL
 
GTM
 
GTN
 

GTO
 
GTP
 
GTQ
 
GTR
 
GTS
 
GTŠ
 
GTT
 
GTU
 
GTV
 
GTW
 
GTX
 
GTY
 
GTZ
 
GTŽ

GUA
 
GUB
 
GUC
 
GUČ
 
GUD
 
GUE
 
GUF
 
GUG
 
GUH
 
GUI
 
GUJ
 
GUK
 
GUL
 
GUM
 
GUN
 

GUO
 
GUP
 
GUQ
 
GUR
 
GUS
 
GUŠ
 
GUT
 
GUU
 
GUV
 
GUW
 
GUX
 
GUY
 
GUZ
 
GUŽ

GVA
 
GVB
 
GVC
 
GVČ
 
GVD
 
GVE
 
GVF
 
GVG
 
GVH
 
GVI
 
GVJ
 
GVK
 
GVL
 
GVM
 
GVN
 

GVO
 
GVP
 
GVQ
 
GVR
 
GVS
 
GVŠ
 
GVT
 
GVU
 
GVV
 
GVW
 
GVX
 
GVY
 
GVZ
 
GVŽ

GWA
 
GWB
 
GWC
 
GWČ
 
GWD
 
GWE
 
GWF
 
GWG
 
GWH
 
GWI
 
GWJ
 
GWK
 
GWL
 
GWM
 
GWN
 

GWO
 
GWP
 
GWQ
 
GWR
 
GWS
 
GWŠ
 
GWT
 
GWU
 
GWV
 
GWW
 
GWX
 
GWY
 
GWZ
 
GWŽ

GXA
 
GXB
 
GXC
 
GXČ
 
GXD
 
GXE
 
GXF
 
GXG
 
GXH
 
GXI
 
GXJ
 
GXK
 
GXL
 
GXM
 
GXN
 

GXO
 
GXP
 
GXQ
 
GXR
 
GXS
 
GXŠ
 
GXT
 
GXU
 
GXV
 
GXW
 
GXX
 
GXY
 
GXZ
 
GXŽ

GYA
 
GYB
 
GYC
 
GYČ
 
GYD
 
GYE
 
GYF
 
GYG
 
GYH
 
GYI
 
GYJ
 
GYK
 
GYL
 
GYM
 
GYN
 

GYO
 
GYP
 
GYQ
 
GYR
 
GYS
 
GYŠ
 
GYT
 
GYU
 
GYV
 
GYW
 
GYX
 
GYY
 
GYZ
 
GYŽ

GZA
 
GZB
 
GZC
 
GZČ
 
GZD
 
GZE
 
GZF
 
GZG
 
GZH
 
GZI
 
GZJ
 
GZK
 
GZL
 
GZM
 
GZN

GZO
 
GZP
 
GZQ
 
GZR
 
GZS
 
GZŠ
 
GZT
 
GZU
 
GZV
 
GZW
 
GZX
 
GZY
 
GZZ
 
GZŽ

GŽA
 
GŽB
 
GŽC
 
GŽČ
 
GŽD
 
GŽE
 
GŽF
 
GŽG
 
GŽH
 
GŽI
 
GŽJ
 
GŽK
 
GŽL
 
GŽM
 
GŽN
 

GŽO
 
GŽP
 
GŽQ
 
GŽR
 
GŽS
 
GŽŠ
 
GŽT
 
GŽU
 
GŽV
 
GŽW
 
GŽX
 
GŽY
 
GŽZ
 
GŽŽ
```

```
HAA
 
HAB
 
HAC
 
HAČ
 
HAD
 
HAE
 
HAF
 
HAG
 
HAH
 
HAI
 
HAJ
 
HAK
 
HAL
 
HAM
 
HAN
 

HAO
 
HAP
 
HAQ
 
HAR
 
HAS
 
HAŠ
 
HAT
 
HAU
 
HAV
 
HAW
 
HAX
 
HAY
 
HAZ
 
HAŽ

HBA
 
HBB
 
HBC
 
HBČ
 
HBD
 
HBE
 
HBF
 
HBG
 
HBH
 
HBI
 
HBJ
 
HBK
 
HBL
 
HBM
 
HBN

HBO
 
HBP
 
HBQ
 
HBR
 
HBS
 
HBŠ
 
HBT
 
HBU
 
HBV
 
HBW
 
HBX
 
HBY
 
HBZ
 
HBŽ

HCA
 
HCB
 
HCC
 
HCČ
 
HCD
 
HCE
 
HCF
 
HCG
 
HCH
 
HCI
 
HCJ
 
HCK
 
HCL
 
HCM
 
HCN

HCO
 
HCP
 
HCQ
 
HCR
 
HCS
 
HCŠ
 
HCT
 
HCU
 
HCV
 
HCW
 
HCX
 
HCY
 
HCZ
 
HCŽ

HČA
 
HČB
 
HČC
 
HČČ
 
HČD
 
HČE
 
HČF
 
HČG
 
HČH
 
HČI
 
HČJ
 
HČK
 
HČL
 
HČM
 
HČN

HČO
 
HČP
 
HČQ
 
HČR
 
HČS
 
HČŠ
 
HČT
 
HČU
 
HČV
 
HČW
 
HČX
 
HČY
 
HČZ
 
HČŽ

HDA
 
HDB
 
HDC
 
HDČ
 
HDD
 
HDE
 
HDF
 
HDG
 
HDH
 
HDI
 
HDJ
 
HDK
 
HDL
 
HDM
 
HDN

HDO
 
HDP
 
HDQ
 
HDR
 
HDS
 
HDŠ
 
HDT
 
HDU
 
HDV
 
HDW
 
HDX
 
HDY
 
HDZ
 
HDŽ

HEA
 
HEB
 
HEC
 
HEČ
 
HED
 
HEE
 
HEF
 
HEG
 
HEH
 
HEI
 
HEJ
 
HEK
 
HEL
 
HEM
 
HEN

HEO
 
HEP
 
HEQ
 
HER
 
HES
 
HEŠ
 
HET
 
HEU
 
HEV
 
HEW
 
HEX
 
HEY
 
HEZ
 
HEŽ

HFA
 
HFB
 
HFC
 
HFČ
 
HFD
 
HFE
 
HFF
 
HFG
 
HFH
 
HFI
 
HFJ
 
HFK
 
HFL
 
HFM
 
HFN

HFO
 
HFP
 
HFQ
 
HFR
 
HFS
 
HFŠ
 
HFT
 
HFU
 
HFV
 
HFW
 
HFX
 
HFY
 
HFZ
 
HFŽ

HGA
 
HGB
 
HGC
 
HGČ
 
HGD
 
HGE
 
HGF
 
HGG
 
HGH
 
HGI
 
HGJ
 
HGK
 
HGL
 
HGM
 
HGN

HGO
 
HGP
 
HGQ
 
HGR
 
HGS
 
HGŠ
 
HGT
 
HGU
 
HGV
 
HGW
 
HGX
 
HGY
 
HGZ
 
HGŽ

HHA
 
HHB
 
HHC
 
HHČ
 
HHD
 
HHE
 
HHF
 
HHG
 
HHH
 
HHI
 
HHJ
 
HHK
 
HHL
 
HHM
 
HHN

HHO
 
HHP
 
HHQ
 
HHR
 
HHS
 
HHŠ
 
HHT
 
HHU
 
HHV
 
HHW
 
HHX
 
HHY
 
HHZ
 
HHŽ

HIA
 
HIB
 
HIC
 
HIČ
 
HID
 
HIE
 
HIF
 
HIG
 
HIH
 
HII
 
HIJ
 
HIK
 
HIL
 
HIM
 
HIN

HIO
 
HIP
 
HIQ
 
HIR
 
HIS
 
HIŠ
 
HIT
 
HIU
 
HIV
 
HIW
 
HIX
 
HIY
 
HIZ
 
HIŽ

HJA
 
HJB
 
HJC
 
HJČ
 
HJD
 
HJE
 
HJF
 
HJG
 
HJH
 
HJI
 
HJJ
 
HJK
 
HJL
 
HJM
 
HJN

HJO
 
HJP
 
HJQ
 
HJR
 
HJS
 
HJŠ
 
HJT
 
HJU
 
HJV
 
HJW
 
HJX
 
HJY
 
HJZ
 
HJŽ

HKA
 
HKB
 
HKC
 
HKČ
 
HKD
 
HKE
 
HKF
 
HKG
 
HKH
 
HKI
 
HKJ
 
HKK
 
HKL
 
HKM
 
HKN

HKO
 
HKP
 
HKQ
 
HKR
 
HKS
 
HKŠ
 
HKT
 
HKU
 
HKV
 
HKW
 
HKX
 
HKY
 
HKZ
 
HKŽ

HLA
 
HLB
 
HLC
 
HLČ
 
HLD
 
HLE
 
HLF
 
HLG
 
HLH
 
HLI
 
HLJ
 
HLK
 
HLL
 
HLM
 
HLN

HLO
 
HLP
 
HLQ
 
HLR
 
HLS
 
HLŠ
 
HLT
 
HLU
 
HLV
 
HLW
 
HLX
 
HLY
 
HLZ
 
HLŽ

HMA
 
HMB
 
HMC
 
HMČ
 
HMD
 
HME
 
HMF
 
HMG
 
HMH
 
HMI
 
HMJ
 
HMK
 
HML
 
HMM
 
HMN

HMO
 
HMP
 
HMQ
 
HMR
 
HMS
 
HMŠ
 
HMT
 
HMU
 
HMV
 
HMW
 
HMX
 
HMY
 
HMZ
 
HMŽ

HNA
 
HNB
 
HNC
 
HNČ
 
HND
 
HNE
 
HNF
 
HNG
 
HNH
 
HNI
 
HNJ
 
HNK
 
HNL
 
HNM
 
HNN

HNO
 
HNP
 
HNQ
 
HNR
 
HNS
 
HNŠ
 
HNT
 
HNU
 
HNV
 
HNW
 
HNX
 
HNY
 
HNZ
 
HNŽ

HOA
 
HOB
 
HOC
 
HOČ
 
HOD
 
HOE
 
HOF
 
HOG
 
HOH
 
HOI
 
HOJ
 
HOK
 
HOL
 
HOM
 
HON

HOO
 
HOP
 
HOQ
 
HOR
 
HOS
 
HOŠ
 
HOT
 
HOU
 
HOV
 
HOW
 
HOX
 
HOY
 
HOZ
 
HOŽ

HPA
 
HPB
 
HPC
 
HPČ
 
HPD
 
HPE
 
HPF
 
HPG
 
HPH
 
HPI
 
HPJ
 
HPK
 
HPL
 
HPM
 
HPN

HPO
 
HPP
 
HPQ
 
HPR
 
HPS
 
HPŠ
 
HPT
 
HPU
 
HPV
 
HPW
 
HPX
 
HPY
 
HPZ
 
HPŽ

HQA
 
HQB
 
HQC
 
HQČ
 
HQD
 
HQE
 
HQF
 
HQG
 
HQH
 
HQI
 
HQJ
 
HQK
 
HQL
 
HQM
 
HQN

HQO
 
HQP
 
HQQ
 
HQR
 
HQS
 
HQŠ
 
HQT
 
HQU
 
HQV
 
HQW
 
HQX
 
HQY
 
HQZ
 
HQŽ

HRA
 
HRB
 
HRC
 
HRČ
 
HRD
 
HRE
 
HRF
 
HRG
 
HRH
 
HRI
 
HRJ
 
HRK
 
HRL
 
HRM
 
HRN

HRO
 
HRP
 
HRQ
 
HRR
 
HRS
 
HRŠ
 
HRT
 
HRU
 
HRV
 
HRW
 
HRX
 
HRY
 
HRZ
 
HRŽ

HSA
 
HSB
 
HSC
 
HSČ
 
HSD
 
HSE
 
HSF
 
HSG
 
HSH
 
HSI
 
HSJ
 
HSK
 
HSL
 
HSM
 
HSN

HSO
 
HSP
 
HSQ
 
HSR
 
HSS
 
HSŠ
 
HST
 
HSU
 
HSV
 
HSW
 
HSX
 
HSY
 
HSZ
 
HSŽ

HŠA
 
HŠB
 
HŠC
 
HŠČ
 
HŠD
 
HŠE
 
HŠF
 
HŠG
 
HŠH
 
HŠI
 
HŠJ
 
HŠK
 
HŠL
 
HŠM
 
HŠN

HŠO
 
HŠP
 
HŠQ
 
HŠR
 
HŠS
 
HŠŠ
 
HŠT
 
HŠU
 
HŠV
 
HŠW
 
HŠX
 
HŠY
 
HŠZ
 
HŠŽ

HTA
 
HTB
 
HTC
 
HTČ
 
HTD
 
HTE
 
HTF
 
HTG
 
HTH
 
HTI
 
HTJ
 
HTK
 
HTL
 
HTM
 
HTN

HTO
 
HTP
 
HTQ
 
HTR
 
HTS
 
HTŠ
 
HTT
 
HTU
 
HTV
 
HTW
 
HTX
 
HTY
 
HTZ
 
HTŽ

HUA
 
HUB
 
HUC
 
HUČ
 
HUD
 
HUE
 
HUF
 
HUG
 
HUH
 
HUI
 
HUJ
 
HUK
 
HUL
 
HUM
 
HUN

HUO
 
HUP
 
HUQ
 
HUR
 
HUS
 
HUŠ
 
HUT
 
HUU
 
HUV
 
HUW
 
HUX
 
HUY
 
HUZ
 
HUŽ

HVA
 
HVB
 
HVC
 
HVČ
 
HVD
 
HVE
 
HVF
 
HVG
 
HVH
 
HVI
 
HVJ
 
HVK
 
HVL
 
HVM
 
HVN

HVO
 
HVP
 
HVQ
 
HVR
 
HVS
 
HVŠ
 
HVT
 
HVU
 
HVV
 
HVW
 
HVX
 
HVY
 
HVZ
 
HVŽ

HWA
 
HWB
 
HWC
 
HWČ
 
HWD
 
HWE
 
HWF
 
HWG
 
HWH
 
HWI
 
HWJ
 
HWK
 
HWL
 
HWM
 
HWN

HWO
 
HWP
 
HWQ
 
HWR
 
HWS
 
HWŠ
 
HWT
 
HWU
 
HWV
 
HWW
 
HWX
 
HWY
 
HWZ
 
HWŽ

HXA
 
HXB
 
HXC
 
HXČ
 
HXD
 
HXE
 
HXF
 
HXG
 
HXH
 
HXI
 
HXJ
 
HXK
 
HXL
 
HXM
 
HXN

HXO
 
HXP
 
HXQ
 
HXR
 
HXS
 
HXŠ
 
HXT
 
HXU
 
HXV
 
HXW
 
HXX
 
HXY
 
HXZ
 
HXŽ

HYA
 
HYB
 
HYC
 
HYČ
 
HYD
 
HYE
 
HYF
 
HYG
 
HYH
 
HYI
 
HYJ
 
HYK
 
HYL
 
HYM
 
HYN

HYO
 
HYP
 
HYQ
 
HYR
 
HYS
 
HYŠ
 
HYT
 
HYU
 
HYV
 
HYW
 
HYX
 
HYY
 
HYZ
 
HYŽ

HZA
 
HZB
 
HZC
 
HZČ
 
HZD
 
HZE
 
HZF
 
HZG
 
HZH
 
HZI
 
HZJ
 
HZK
 
HZL
 
HZM
 
HZN

HZO
 
HZP
 
HZQ
 
HZR
 
HZS
 
HZŠ
 
HZT
 
HZU
 
HZV
 
HZW
 
HZX
 
HZY
 
HZZ
 
HZŽ

HŽA
 
HŽB
 
HŽC
 
HŽČ
 
HŽD
 
HŽE
 
HŽF
 
HŽG
 
HŽH
 
HŽI
 
HŽJ
 
HŽK
 
HŽL
 
HŽM
 
HŽN

HŽO
 
HŽP
 
HŽQ
 
HŽR
 
HŽS
 
HŽŠ
 
HŽT
 
HŽU
 
HŽV
 
HŽW
 
HŽX
 
HŽY
 
HŽZ
 
HŽŽ
```